# Buchenavia acuminata
Buchenavia acuminata là một loài thực vật có hoa trong họ Trâm bầu. Loài này được Exell & Stace mô tả khoa học đầu tiên năm 1963.